# 営団
営団（えいだん）とは、1941年（昭和16年）以後、近衛内閣における国家総動員体制の下、国策会社とともに誕生した「官民協力」の性格を有する、公法人でも私法人でもない中間形態の特殊法人をいう。個別に制定される特別法により設立された。
営団の語源は、経営財団を略したものである。厚生省所管の住宅営団、鉄道省所管の帝都高速度交通営団（営団地下鉄）、農林水産省所管の食糧増産政策を目的とする農地開発営団（以上を便宜上、三営団と呼ぶ。以下同じ）に始まり、戦時下において他にも設立された。帝都高速度交通営団を除き、終戦後に連合国軍最高司令官総司令部 (GHQ) の方針の下で国策会社とともに廃止され、一部の業務はその後設立された行政機関としての公団に引き継がれた。唯一法人名として存続した帝都高速度交通営団も、2004年（平成16年）4月1日に東京地下鉄（通称・東京メトロ）の発足により消滅し、「営団」と称する法人は現存しない。

## 沿革
営団が発案されたのは、住宅政策の分野からとされる。戦前の住宅政策は内務省社会局（のちの厚生省→厚生労働省）が所管していたが、社会政策的あるいは後に転じて国策としての観点から住宅供給を進める必要に迫られた。その過程で住宅供給の実施主体が議論され、国策住宅会社、公共団体、公益法人、住宅組合、住宅会社などの各種の供給主体において、官民協力による住宅供給の拡充が検討された。その結果、住宅供給目的の特殊法人の設立が検討され、この結果として当時の厚生省は1940年（昭和15年）7月11日、厚生省の住宅対策委員会第2回特別委員会において、厚生省住宅課から「住宅営団法案要綱」という文書が提示され、初めて行政文書において新型の法人形態である「営団」という用語が登場した。営団とは「住宅経営財団を略称したるものにして（中略）仮に名付けたるもの」という。
一方、東京の都市化による交通調整問題に端を発して設立された帝都高速度交通営団は、鉄道省における原案作成過程においては特殊法人である「帝都交通局」という名称で法案化が検討され、その後「帝都高速度交通局」法案として内閣法制局と打ち合わせが行われていた。しかし、法制局の法案審査の過程において「帝都高速度交通局」法案が「帝都高速度交通営団」法案に名称変更され、帝国議会に提出されることとなる。
1941年（昭和16年）3月の第76回帝国議会において、住宅営団法（住宅営団）、帝都高速度交通営団法（帝都高速度交通営団）、農地開発法（農地開発営団）が成立し、初めて営団が誕生した。その後、戦時体制下で各省がこの枠組みを活用し、商工省所管の産業設備営団、重要物資管理営団、交易営団、農林水産省所管の食糧配給などの食糧統制を目的とした食糧営団が設立された。また外地においても、たとえば住宅営団と同じ住宅供給機関として朝鮮住宅営団、台湾住宅営団、関東州住宅営団が設立されている。
終戦後、GHQの指令によりほとんどの営団が解散または公団へと改組された。廃止された一例としては住宅営団である。また帝都高速度交通営団は、その運営が戦時統制目的ではないために唯一そのまま存続され、2004年（平成16年）4月1日の民営化で国と東京都が株式を保有する東京地下鉄（東京メトロ）となるまで、法人名での「営団」として残った。そうした経緯から一般的に「営団」といえば帝都高速度交通営団（営団地下鉄）の略称として定着している。

## 「営団」の特徴
営団が設立された当初の特徴としては
- 第一に、会社形態になじみにくい非採算事業を実施するために設立されたこと。
- 第二に、官民協力であるため、公法人でもなく、私法人でもない中間形態の企業形態をとったことである。
- 第三には、帝都高速度交通営団のような採算事業であり、かつ参入すれば莫大な利益が得られる故に多数の参入希望者があり、また公益との調整のための緩衝材として公権力の監視下にある組織形態として設立されている。

以上から出資は政府、公共団体、民間等の共同で行われており、例えば設立当初の帝都高速度交通営団の場合、資本金6,000万円の内訳は国4,000万円、東京市1,000万円、東京急行電鉄など私鉄事業者・国鉄共済連合1,000万円となっていた。配当については「民」である私鉄事業者に優先配当するとしていたように、官民協力という性格を反映した仕組みをとっていった。

## 「営団」と「国策会社」の違い
営団と国策会社は、「官民協力」で生産力拡充と国家総動員体制を推進するという点で共通していたが、「営団」として設立されたのはその目的とする事業が非採算事業であるため、国策会社の設立が困難な場合に、その例外的な企業形態として選択されたものである。特に当初設立された三営団は、そうした特徴を有していた。しかし、その後に続いて設立された営団は採算事業の分野にも拡大し、若干その特徴が変容しつつあったとされる。例えば、食糧営団の全国法人である中央食糧営団は国策会社などを母体として設立された。

## 戦後の「営団」（公団との相違）
戦後、連合国軍最高司令官総司令部 (GHQ) の占領政策により私的独占を排除する観点から、統制経済の中心をなした統制会、国策会社の閉鎖（解散）が進められ、営団も同様に閉鎖の道をたどった。唯一の営団として帝都高速度交通営団（以下、交通営団）は存続したが、これは交通営団側がGHQに対し、「交通営団は戦時体制下の統制組織ではなく、1930年代当時世界的なトレンドであった交通事業再編の流れの中で設立された組織」であると主張し、それが認められたために実現したものとされる（テネシー川流域開発公社 (TVA) との類似性を強調し交渉したことによって実現したともいわれている）。その結果、民間の出資を排除した公法人となった。つまり戦後の交通営団は、「営団」の看板はそのままに、実態は官民協力の中間法人から純粋な公法人に衣替えし、この結果その後誕生する「公団」・「公社」との区別はあいまいになってしまった。
なお、民間出資を排除した後の交通営団は、東京都と三公社の一角であった日本国有鉄道（国鉄分割民営化以降は大蔵省→財務省）による出資であり、現在の東京地下鉄でも東京都と財務省が株主になっている。

## 実在した営団

### 三営団
- 住宅営団 - 住宅営団法
- 帝都高速度交通営団 - 帝都高速度交通営団法
- 農地開発営団 - 農地開発法

### その他の営団
- 中央食糧営団 - 食糧管理法
- 地方食糧営団：東京府食糧営団や樺太食糧営団など - 食糧管理法
- 産業設備営団 - 産業設備営団法
- 重要物資管理営団 - 重要物資管理営団法
- 交易営団 - 交易営団法
- 朝鮮住宅営団
- 台湾住宅営団
- 関東州住宅営団

## 設立が提唱されたが実現しなかった営団
- 倉庫営団
- 取引所営団
- 石油営団
- 大東亜海運通商営団

など